# Murat Şahin
Murat Şahin (* 4. Februar 1976 in Istanbul) ist ein türkischer ehemaliger Fußballtorhüter und -trainer.

## Spielerkarriere

### Vereine
Şahin begann seine Karriere in der Saison 1995/96 bei Fenerbahçe Istanbul. Sein Debüt als Torwart machte er zwei Jahre später am 14. Dezember 1997 gegen Şekerspor. Während seiner gesamten Zeit bei Fenerbahçe kam Şahin auf 7 Einsätze.
In der Rückrunde der Saison 1999/2000 verlieh man ihn für ein halbes Jahr an Konyaspor. Zur Rückkehr nach Istanbul kam es nicht, Diyarbakırspor verpflichtete ihn. In Diyarbakırspor blieb er eine Spielzeit und wechselte zum Zweitligisten Adanaspor.
Mit Adanaspor gelang ihm der Aufstieg in die Süper Lig. Nach drei Jahren bei Adanaspor wechselte er für eine halbe Saison zu Çaykur Rizespor. Nach dieser kurzen Zeit kehrte Şahin wieder zurück nach Istanbul und unterzeichnete einen Vertrag bei Beşiktaş Istanbul. In Beşiktaş konnte sich Şahin nicht durchsetzen und verbrachte die größte Zeit als Ergänzungsspieler. Beşiktaş Istanbul gab ihn für den Rest der Saison 2007/08 an Gaziantepspor ab. In Gaziantep kam er wieder zu mehr Einsätzen, sodass man sich für einen Transfer des Torhüters entschied.
Zur Saison 2009/10 wechselte er zum Süper-Lig-Aufsteiger Kasımpaşa Istanbul. Hier kam er als zweiter Torwart in zwei Spielzeiten auf 23 Ligaeinsätze. Am Ende der Saison 2010/11 wurde er von Klubseite suspendiert.
Mit dem Auslaufen seines Vertrages wechselte er zur Saison 2011/12 zum Drittligisten Eyüpspor. Im Anschluss an diese Spielzeit beendete er seine aktive Spielerlaufbahn.

### Nationalmannschaft
Murat Şahin nahm mit der Türkischen Nationalmannschaft am FIFA-Konföderationen-Pokal 2003 teil. Hier war er der dritte Torwart und wurde während des Turniers nicht eingesetzt.

## Trainerkarriere
Mit dem Ende seiner Spielerlaufbahn bei Eyüpspor übernahm er im Anschluss als Cheftrainer den Verein.
Im November 2013 wurde er bei seinem früheren Klub Gaziantepspor als Torwarttrainer vorgestellt und wird seinen ehemaligen Mitspieler Sergen Yalçın assistieren.